# Espergærde Station
Espergærde Station er en dansk jernbanestation i bydelen Espergærde i den sydlige del af Helsingør i Nordsjælland. Stationen ligger på Kystbanen og betjenes af de tog, der kører på denne bane. Desuden er stationen et lokalt trafikknudepunkt med mulighed for skift mellem tog og busser, cykelparkering og kort- og langtidsparkering for biler. Stationen har spillet en hovedrolle i Espergærdes udvikling siden omkring 1900 fra fiskerleje og landliggersted til en bydannelse, der indgår som en integreret del af Hovedstadsområdet.

## Historie
Stationen var ikke blandt de oprindelige stationer på Kystbanen, der blev indviet i august 1897, idet Statsbanerne ikke fandt, at der ville være tilstrækkeligt passagergrundlag for en station i Espergærde. Samme sommer, som loven om anlæggelse af jernbanen langs Øresundskysten på strækningen mellem Klampenborg og Helsingør blev vedtaget den 8. maj 1894, fremsendte beboere i Espergærde et andragende om at få en station eller blot et holdested, idet man henviste til stedets betydning som fiskerleje og landliggersted og pegede på muligheden for, at der ville vokse en by op ved stationen:
"De gode Grunde, som kunne føres i Marken, ere kortelig følgende: Espergjærde er bekjent for et Fiskerleie med et betydeligt Aalefiskeri, og ikke mindre som et yndet Sommeropholdssted for Landliggere, der leie sig ind i ethvert disponibelt Beboelsesrum, og hvoraf en Del allerede har gjort sig til Selveiere. Yderligere er der nære udsigter til, at en hel lille Villaby vil Skyde op i de naturskjønne Omgivelser, umiddelbart op til den herlige Skov, Egebæksvang med Udsigtspunktet Flynderup Høi. Endelig vil Banen netop paa dette Punkt skjære den stærkt benyttede Mørdrupvei, der fører stik Vest ind i Landet forbi Gaarde og Huse, inden den gaaer igjennem Landsbyen Mørdrup ved Nordbanen og kort efter forener sig med Kongeveien."
Andragendet fik dog ikke afstedkommet nogen ændring hos DSB, og da det blev klart for beboerne, at der hverken ville komme station eller holdeplads ved Espergærde, indsendte beboerne et nyt andragende til trafikministeren, idet man denne gang erklærede sig rede til selv at afholde omkostninger ved oprettelsen. Det blev til svar oplyst, at der endnu ikke var taget stilling til beboernes ønsker, idet der var usikkerhed om penge til dem på bevillingen; DSB havde imidlertid været forudseende nok til at udplane et område til et eventuelt stationsanlæg. Presset fik imidlertid DSB til at give sig, og den 28. maj 1898 åbnedes et billetsalgssted, der dog kun skulle være åbent i sommermånederne. I løbet af 124 dage i 1898/99 blev solgt 11.360 billetter, og søgningen til Espergærde var så stor, at fra 1903 fik billetsalget helårsåbent, og desuden indrettedes en postekspedition. Omkring 1910 blev anlagt krydsningsspor og et omløbsspor, der dog ikke blev anvendt som offentligt sidespor.
Allerede på det tidspunkt, hvor Kystbanen anlagdes, var hele kysten fra Skotterup i nord til kysten ved Tibberup mølle i syd blev udstykket til villaer, og i de følgende 20 år begyndte en by at vokse frem mellem stationen og fiskerlejet, der lå ca 1 km fra stationen. Byens indbyggertal voksede fra 366 i 1906 til 713 i 1916. Udviklingen gik så stærkt i Espergærde, at Storm P. i 1915 lavede en "flue", hvori en vagabond læser i en avis: "- Villa i Espergærde - 16 værelser, to køkkener - badeværelse - elektrisk lys - stor have, mange frugttræer, fuldt møbleret, for vinteren - den skal jeg sgu ud og se på!"
Det var dog ikke vagabonder, der flyttede til Espergærde, snarere grosserere, og på et tidspunkt blev toget fra Espergærde til hovedstaden ganske enkelt kaldt "grosserertoget".
Oprindelig skar Mørdrupvej jernbanen umiddelbart nord for stationen, men efter 2. verdenskrig blev Mørdrupvej ført under en bro lidt nordligere, og den del af Mørdrupvej, der lå vest for banen, blev afskåret fra gennemfartstrafik og fik navnet Fredensvej. I tilknytning til det nye vejforløb blev der bygget et højhuskvarter kaldet "Skovparken" med butikker i nederste etage ud mod Kløvermarken. Det markerede begyndelsen på den spredning af byen vest for banen, der for alvor skete i 1960-erne. Derved voksede stationens betydning yderligere. Ifølge en undersøgelse, som Tikøb Kommune lod foretage af pendlingen for byen i 1957, arbejdede 40% i Storkøbenhavn, 40% i Helsingør og 12% i resten af Nordøstsjælland (kun 8% lokalt).

## Beliggenhed
Egentlig lå stationen på landsbyen Mørdrups jorder, men den blev opkaldt efter det lille fiskerleje Espergærde til ære for landliggerne ved Strandvejen, der havde været de største bidragsydere, og navnet blev efterhånden dominerende for området.

## Beskrivelse
Stationsbygningen i mursten blev tegnet af Heinrich Wenck og opført ad to omgange: den nordligste del stod klar i 1904 og den sydlige få år efter. Stationsbygningen blev indrettet med bolig for stationsforstanderen på 1. sal, ventesal med billetsalg, toiletter og kiosk i stueetagen. Alle disse nyttige foranstaltninger er senere blevet nedlagte.

### Det tidligere postkontor
Den røde træbygning, der stadig ligger på banens østside, er den oprindelige stationsbygning (senere postekspedition).

### Ventesal på vestsiden
På stationens vestside findes en (tidligere åben) ventesal. Ventesalen var udformet som et L-formet rum med bænke langs væggen. Adskilt fra den egentlige ventesal men tilgængelig gennem en dør samt adgang fra bygningens ende er trappenedgangen til tunnellen under sporet. Bygningen er af træ og malet i klare hvide, mørkerøde og mørkegrønne farver. Gulvet er af klinker. Der er sat glas for åbningen i ventesalen (med glasdøre).

### Nyere anlæg
Foruden trapper er der blevet installeret elevatorer til tunnellen på begge perroner.
I november 1997 indviedes en ny 7-Eleven-kiosk med billetsalg på banens vestside.

### Tidligere sporindretning
Espergærde station havde oprindeligt gennemkørende spor, perronspor og lukkede sidespor. På et tidspunkt omkring 1970 fjernedes både perronspor og sidespor, og stationen måtte her efter nøjes med to spor, der både fungerer som gennemkørende spor og ved stop på stationen; den tidligere tilbygning til stationen for betjening af sporskifter blev nedrevet. Arealet for de tidligere sidespor blev anvendt til at anlægge en busterminal således, at skifte mellem tog og bus er gjort hurtig og bekvem. Desuden er der bygget flere overdækkede cykelstativer og også aflåselige cykelskure samt indrettet en "kiss-and-ride"-plads på stationens vestside.

## Busterminal
Busterminalen betjener følgende buslinier:
- 340 Espergærde Station - Tikøb - Harreshøj - Bøtterup - Havreholm - Horneby - Hornbæk Station
- 345 Espergærde Station - Espergærdecenteret - Espergærde Gymnasium - Mørdrup Station - Gurre - Nygård - Skibstrup - Ålsgårde Station
- 801A Espergærde Station - Snekkersten Station - Prøvestenscentret - Helsingør Station - Vestervang Kirke - Klostermosevej Nord.

## Antal rejsende
Ifølge Østtællingen var udviklingen i antallet af dagligt afrejsende:
| År   | Antal | År   | Antal | År   | Antal | År   | Antal |
| ---- | ----- | ---- | ----- | ---- | ----- | ---- | ----- |
| 1984 | 2.128 | 1993 | 2.091 | 2000 | 2.433 | 2005 | 1.950 |
| 1987 | 2.218 | 1995 | 2.250 | 2001 | 2.103 | 2006 | 2.068 |
| 1990 | 2.417 | 1996 | 2.337 | 2002 | 2.123 | 2007 | 1.991 |
| 1991 | 2.413 | 1997 | 2.432 | 2003 | 2.102 | 2008 | 2.267 |
| 1992 | 2.054 | 1998 | 2.171 | 2004 | 2.405 |      |       |